# دنيس إسبينو
دنيس إسبينو (بالتاغالوغية: Dennis Espino) مواليد 20 ديسمبر 1973 في الفلبين، بامبانغا، هو لاعب كرة سلة فلبيني سابق. بدأ مسيرته الاحترافية في سنة 1995. حمل الرقم 16. يبلغ طوله 6 قدم 6 بوصة (2.0 م). مثّل منتخب بلاده. اعتزل اللعب في 2011.

## سجل المنافسة
شارك في المنافسات التالية:
- دورة الألعاب الآسيوية 1998
- دورة الألعاب الآسيوية 2002